# Jérémie Bela
Jérémie Bela (Melun, Francia, 8 de abril de 1993) es un futbolista angoleño que juega de delantero en el PAC Omonia 29M de la Primera División de Chipre.

## Trayectoria
El jugador fue formado en las categorías inferiores del RC Lens y tras debutar con el club francés, firmaría con el Dijon Football Côte d'Or para jugar en Ligue 2.
En 2015 participó en el regreso del Dijon FCO a la Ligue 1 con cuatro goles. Con cerca de 100 partidos a sus espaldas en la Ligue 2, este habilidoso y rápido jugador sumó 14 participaciones en la Ligue 1 con el Dijon FCO.
En agosto de 2017 fichó por el Albacete Balompié de Segunda División de España, en el regreso del club manchego a la categoría de plata del fútbol español. En su primera temporada fue de los jugadores más destacados del 'Alba', despertando así el interés de varios equipos de LaLiga Santander. Sin embargo, el atacante apostó por continuar en el club manchego.
La temporada 2018-19 continuó siendo pieza clave del equipo manchego, siendo el máximo goleador del equipo con 12 goles. Tenía la opción por contrato de renovar un año más, algo que finalmente no se produjo.
El 7 de noviembre de 2019 fichó por el Birmingham City tras llegar a un acuerdo con el Albacete para rescindir su contrato. Estuvo en el club hasta junio de 2022, fecha en la que finalizaba su contrato. Entonces volvió a Francia y en agosto firmó con el Clermont Foot 63 por dos años. Pasado ese tiempo se marchó a Chipre y en septiembre de 2024 se unió al PAC Omonia 29M.

## Selección nacional
Jeréme Bela fue convocado en mayo de 2019 por la selección nacional de Angola para disputar la Copa de África en junio del mismo año, aunque no acudió a dicha competición para poder disputar el playoff de ascenso a Primera División con el Albacete Balompié.

## Clubes
| Club                  | País       | Año       |
| --------------------- | ---------- | --------- |
| R. C. Lens            | Francia    | 2012-2014 |
| Dijon F. C. O.        | Francia    | 2014-2017 |
| Albacete Balompié     | España     | 2017-2019 |
| Birmingham City F. C. | Inglaterra | 2019-2022 |
| Clermont Foot 63      | Francia    | 2022-2024 |
| PAC Omonia 29M        | Chipre     | 2024-     |